# Peggioga simplex
Peggioga simplex är en insektsart som beskrevs av Ronald Gordon Fennah 1949. Peggioga simplex ingår i släktet Peggioga och familjen Tropiduchidae. Inga underarter finns listade i Catalogue of Life.